# 佩特拉·克林格勒
佩特拉·克林格勒（德語：Petra Klingler，1992年2月14日—）是一名瑞士女子攀登運動員。她曾經獲得2016年世界攀岩錦標賽女子抱石賽金牌和2017年歐洲攀岩錦標賽女子全能賽銀牌、女子抱石賽銅牌。

## 外部連結
- IFSC （页面存档备份，存于） （英文）
- 佩特拉·克林格勒的Facebook專頁
- 佩特拉·克林格勒的X（前Twitter）
- 佩特拉·克林格勒的Instagram帳戶